# Zorner Kopf
Zorner Kopf este o arie protejată (arie specială de conservare — SAC, sit de importanță comunitară — SCI) din Germania întinsă pe o suprafață de 89 ha, integral pe uscat.

## Localizare
Centrul sitului Zorner Kopf este situat la coordonatele 50°08′58″N 7°54′20″E / 50.1494°N 7.9056°E.

## Înființare
Situl Zorner Kopf a fost declarat sit de importanță comunitară în mai 2004 pentru a proteja 1 specie de animale. Situl a fost protejat și ca arie specială de conservare în octombrie 2005.

## Biodiversitate
Situată în ecoregiunea continentală, aria protejată conține 3 habitate naturale: Liziere de ierburi înalte hidrofile de câmpie și de nivel montan până la alpin, Fânețe de joasă altitudine (Alopecurus pratensis, Sanguisorba officinalis), Păduri de fag Luzulo-Fagetum.
La baza desemnării sitului se află o specie protejată de  mamifere: liliac cu urechi mari (Myotis bechsteinii).